# U-121号潜艇 (1918年)
陛下之121号潜艇是德意志帝国海军建造的UE-II型远程布雷潜艇或称U艇的五号艇。它由汉堡的伏尔铿船厂承建，于1918年9月20日下水，完工后却因停战协议的签署而未能交付使用。1919年3月9日，U-121号在英国哈维奇正式投降，随后被引渡至法国，至1921年7月1日作为靶舰在瑟堡附近遭击沉。

## 设计
1916年春天，基于既有的UE-I型潜艇在适航性和速度方面存在重大缺陷，且极易发生故障，德意志帝国海军潜艇监察局（Inspektion des U-Bootwesens）启动了名为第45号方案的千吨级布雷潜艇设计工程，即UE-II型潜艇。新方案是UE-I型和双壳体U-115至U-116型的综合体，其艏部结构几乎是完全照搬了后者的设计，艉部的耐压壳体则必须设计为椭圆形，以容纳大型水雷贮存舱。
U-121号是UE-II型潜艇的五号艇。其全长为81.52米，舷宽7.42米；有4.22米的吃水深度。艇只的水上排水量为1164吨，水下为1572吨。它搭载有可在水上使用的两台猛狮六缸四冲程柴油发动机，总功率为2,400匹公制馬力（1,765千瓦特）；以及可在水下使用的西门子-舒克特双电动发电机，总功率为1,200匹公制馬力（883千瓦特）。这些发动机用以驱动双轴、每根轴各一个直径1.61米长的螺旋桨。其潜航深度为75米。
U-121号在水上的最高速度可达14.7節（27.2每小時），在水下的最高航速则为7節（13每小時）。它可以8節（15每小時）的速度在水上巡航13,900海里（25,700），或以4.5節（8.3每小時）的速度在水下巡航35海里（65）。与UE-I型类似，该艇的布雷装置也是由水雷布放管和贮存台架组成，两个3层台架最多可贮存42枚UC200型水雷，水雷舱占据艇体后部约四分之一的舱段。此外，通过上层构造左右两舷的耐压装载舱还可额外贮存30枚水雷，它们通过专用导轨输送至水雷舱。出于自卫需要，U-121号也配有四具艇艏鱼雷发射管，并可携带至多14枚鱼雷；作为辅助武器的甲板炮则是一门150毫米45倍径速射炮。其标准船员编制为4名军官及36名水兵。

## 历史
U-121号是由德意志帝国海军作为L项战时订单（Kriegsauftrag L）的一部分，于1916年5月27日向汉堡的伏尔铿船厂订购，建造编号为95。艇体于1918年9月20日下水，完工后却因停战协议的签署而未及交付使用。1919年3月9日，U-121号被转运至英国哈维奇正式向协约国投降，随后又引渡至法国，至1921年7月1日作为靶舰在瑟堡附近遭击沉。

## 脚注
1. 1 2 3  Gröner 1991，第15頁.
2. 1 2  陈进，第140頁.
3. ↑  Herzog，第59頁.
4. ↑  Herzog，第91頁.